# 科拉比峰

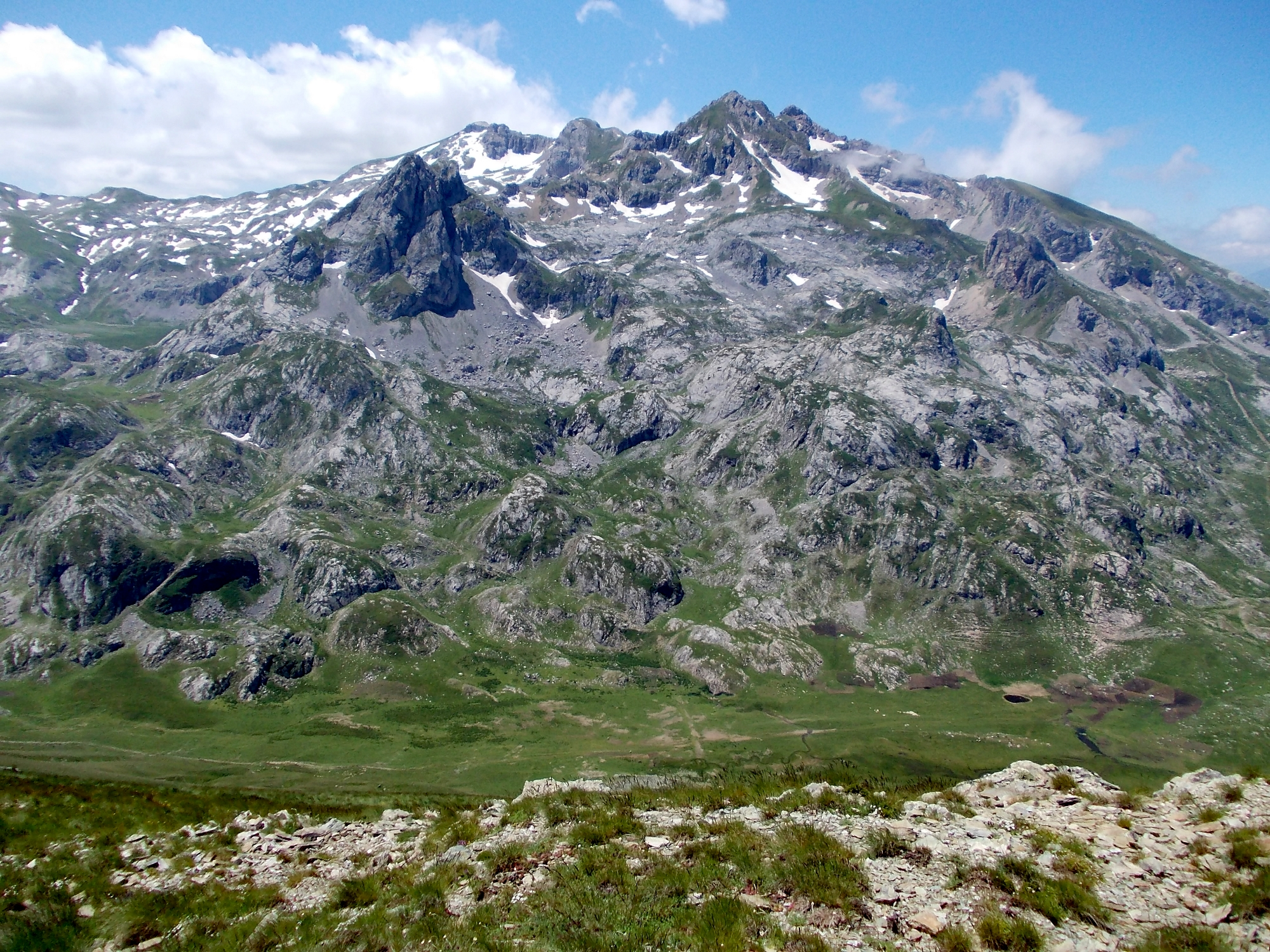
科拉比峰

科拉比峰是巴爾幹半島上的一座山峰，是科拉比山脈的最高峰，也是阿爾巴尼亞和北馬其頓的最高點，位於兩國的邊界上，海拔2,764公尺。
科拉比峰座落於阿爾巴尼亞的科拉比-科里特尼克自然公園內，靠近北馬其頓西北部的沙爾山脈。兩座子峰，科拉比II與科拉比III高度略低於科拉比主峰。